# Gäddetjärnet (Laxarby socken, Dalsland)
Gäddetjärnet är en sjö i Bengtsfors kommun i Dalsland och ingår i Göta älvs huvudavrinningsområde.